# ماسانوبو موريا
ماسانوبو موريا (باليابانية: 守谷 光信) (مواليد 27 يونيو 1975)، هو لاعب كرة قدم سابق كان يلعب كلاعب وسط.